# The Sims 3
The Sims 3 er et computerspil, af Electronic Arts(EA). Spillet blev udgivet i Storbritannien, Skandinavien og USA 4. juni 2009.
Spillet skulle bygge på de tidligere versioner The Sims og The Sims 2, dog med yderligere forbedringer mht. gameplay. Blandt andet er nabolagene ændret til et nyt, sammenhængende og åbent design, der tillader ens simmere at vandre rundt frit. Den gamle personlighedsskaber hvor man delte point ud på målere er afskaffet og er blevet erstattet med muligheden for at definere simmernes personlighed ved hjælp af nøgleord der beskriver egenskaber. (F.eks. "Ond" og "Atletisk".) En simmertumling vil have to egenskaber, hvorefter hvert alderstrin vil tilføje en ny egenskab, indtil simmeren når ung-voksen stadiet og dermed har fået 5 egenskaber som er det højest mulige antal. Simmerne vil, ligesom i The Sims 2, løbende ældres og dø. (Det er dog muligt at bestemme simmeres gennemsnitlige levealder via indstillingerne fra en gennemsnitlig levetid på 25-960 simdage eller helt slået fra.) Hvis en simmer skulle dø før tid ved et uheld, kan spilleren vælge at genoplive simmeren som et spøgelse. Derudover er det også blevet muligt at få trillinger, og personernes udseende kan gøres meget detaljeret.
Der udkom mere information om spillet den 19. marts 2008, da The Sims 3's hjemmeside åbnede. På siden vil der løbende blive offentliggjort nye informationer om spillet. Men da sims 4 udkom i 2014 fokuserer EA mere på sims 4.
Der er desuden blevet tilføjet et easter egg I The Sims 2: Free Time. Det er muligt at aktivere en begivenhed, hvor Rod Humble, The Sims 3's executive producer, vil give dig en pakke der indeholder spillet Sims 3, som kan spilles på simmernes PCer og konsoller. 

## Udvidelsespakker og Ekstra pakke
Der er både mange udvidelsespakker og Ekstra pakker fra EA til The Sims 3.

### Udvidelsespakker (i rækkefølge)
- The Sims 3 Verdenseventyrer
- The Sims 3 Drømmejob
- The Sims 3 Aftenunderholdning
- The Sims 3 Lev Livet
- The Sims 3 Kæledyr
- The Sims 3 Rampelys
- The Sims 3 Overnaturlig
- The Sims 3 Årstider
- The Sims 3 Universitetsliv
- The Sims 3 Paradisøen
- The Sims 3 Ind i Fremtiden

### Ekstrapakker
- The Sims 3 Luksuriøs Indretning Ekstrapakke
- The Sims 3 Fuld Gas Ekstrapakke
- The Sims 3 Udendørsluksus Ekstrapakke
- The Sims 3 Byliv Ekstrapakke
- The Sims 3 Sove- og Badeværelse Ekstrapakke
- The Sims 3 Katy Perry Søde Sager
- The Sims 3 Diesel Ekstrapakke
- The Sims 3 70-, 80- & 90'erne Ekstrapakke
- The Sims 3 Film Ekstrapakke